# Max Jacobson
Max Jacobson (3 luglio 1900 – 1º dicembre 1979) è stato un medico tedesco naturalizzato statunitense.
Soprannominato "Miracle Max" e "Dr. Feelgood", è noto soprattutto per avere somministrato anfetamine e altri farmaci a diversi clienti di alto profilo, incluso il presidente John F. Kennedy.

## Biografia
Jacobson fuggì dalla Germania nazista nel 1936, a causa delle sue origini ebraiche. Arrivato a New York aprì uno studio medico nell'Upper East Side di Manhattan, dove curò molti personaggi famosi.
Soprannominato "Dr. Feelgood", Jacobson era noto per i suoi "rigeneratori miracolosi di tessuti ", che consistevano in mix farmacologici a base di anfetamine, ormoni animali, midollo osseo, enzimi, placenta umana, antidolorifici, steroidi e multivitaminici.
Tra i suoi pazienti: Lauren Bacall, Ingrid Bergman, Leonard Bernstein, Humphrey Bogart, Yul Brynner, Maria Callas, Truman Capote, Van Cliburn, Montgomery Clift, Rosemary Clooney, Bob Cummings, Maya Deren, Cecil B. DeMille, Marlene Dietrich, Eddie Fisher, Judy Garland, Hedy Lamarr, Alan Jay Lerner, Mickey Mantle, Liza Minnelli, Thelonious Monk, Marilyn Monroe, Zero Mostel, Elvis Presley, Anthony Quinn, Paul Robeson, Nelson Rockefeller, David O. Selznick, Elizabeth Taylor, Billy Wilder e Tennessee Williams.

### Rapporti con John F. Kennedy
La prima volta che Jacobson visitò John F. Kennedy fu nel Settembre 1960, poco prima dei dibattiti per le elezioni presidenziali di quell'anno.
Jacobson entrò a far parte dell'entourage presidenziale e accompagnò Kennedy al summit di Vienna del 1961.
Dai registri della Casa Bianca risulta che Jacobson è stato convocato per curare il presidente 34 volte, a partire dal maggio 1962. Le cure servivano perlopiù per lenire i dolori legati agli attacchi di mal di schiena che affliggevano Kennedy. Alcuni dei potenziali effetti collaterali delle cure a base di steroidi includevano iperattività, alterazione del giudizio, nervosismo e sbalzi d'umore. Kennedy, tuttavia, non fu turbato dai rapporti della FDA sul contenuto delle iniezioni di Jacobson, e proclamò: "Non mi interessa se è piscio di cavallo. Funziona."
Ad un certo punto i trattamenti vennero tuttavia interrotti dai medici della Casa Bianca, che si resero conto dell'uso inappropriato di steroidi e anfetamine somministrati da Jacobson.

### Fine dell'attività medica e morte
Alla fine degli anni '60, il comportamento di Jacobson, consumatore egli stesso di anfetamine, divenne sempre più irregolare. Vittima del suo stesso successo, cominciò a lavorare con ritmi impressionanti (24 ore al giorno). Nel 1969, uno dei clienti di Jacobson, l'ex fotografo presidenziale Mark Shaw, morì all'età di 47 anni. L'autopsia dimostrò che Shaw era morto per "avvelenamento da anfetamina endovenosa acuta e cronica". Jacobsen finì sotto inchiesta ed il suo staff medico, interrogato, dovette ammettere l'acquisto di grandi quantità di anfetamine che venivano somministrate in dosi elevate ai pazienti. Il Bureau of Narcotics and Dangerous Drugs sequestrò la scorta di Jacobson e la sua licenza medica fu revocata il 25 aprile 1975 dal Board of Regents dello Stato di New York.
Jacobson ha tentato di riottenere la licenza nel 1979, ma gli è stata negata. Un portavoce dello stato ha dichiarato che l'allora 79enne Jacobson non sembrava pronto a rientrare nel "mainstream della pratica medica". Jacobson morì nel dicembre del 1979. È sepolto nel Cimitero ebraico di Mount Hebron.

## Nella cultura di massa
Si ritiene che la canzone Dr Feelgood di Aretha Franklin contenga un riferimento a Max Jacobson, cui la cantante si rivolse per dimagrire.